# ジャック・オハローラン
ジャック・オハローラン（Jack O'Halloran,  1948年4月8日 - ）は、アメリカ合衆国の俳優である。

## 来歴
1948年、ペンシルバニア州に生まれる。俳優として活動する前は"Irish" Jack O'Halloranのリング名でマサチューセッツ州を拠点にボクサーとして活動していた。その後、ボクシングを引退した後は、俳優としての活動を始め、1975年にロバート・ミッチャム主演の『さらば愛しき女よ』で映画デビューを果たした。役者として特にその名が知られるようになったのはクリストファー・リーヴ主演の『スーパーマン』への出演。同作品では、テレンス・スタンプ率いるゾッド将軍の仲間の一味を演じている。その後も、同作品への続編やトム・ハンクス主演の『ドラグネット 正義一直線』などへも出演している。なお『スーパーマンII』のパンフレットには『007　私を愛したスパイ』への出演依頼を断っていたことが経歴に記されている。

## 出演作品

### 映画
- さらば愛しき女よ Farewell, My Lovely (1975)
- キングコング King Kong (1976)
- March or Die (1977)
- スーパーマン Superman (1978)
- ジェームズ・コバーンの 新ハスラー The Baltimore Bullet (1980)
- スーパーマンII Superman II (1980)
- ドラグネット 正義一直線 Dragnet (1987)
- ザ・ファントム/地獄のヒーロー4 Hero and the Terror (1988)
- Mob Boss (1990) ※ビデオ作品
- 新弁護士ペリー・メイスン/ かわいい依頼人 Perry Mason: The Case of the Defiant Daughter (1990)
- Huck and the King of Hearts (1994)
- フリントストーン/モダン石器時代 The Flintstones (1994)
- スーパーマン・レクイエム Superman: Requiem (2010) ※声の出演

### テレビドラマ
- キャノン Cannon (1975)
- フライング・ハイ Flying High (1978)
- Best of the West (1982)
- Hunter (1984)
- ナイトライダー Knight Rider (1985)
- ジェシカおばさんの事件簿 Murder, She Wrote (1985)
- Morton & Hayes (1991)
- Dr.マーク・スローン Diagnosis Murder (1994)

## 参照
1. ↑  “Jack O'Halloran Biography”. 2014年9月7日閲覧。